# Miraldo Câmara de Souza
Miraldo Câmara de Souza (João Pessoa, 25 april 1962) is een Braziliaans voormalig voetballer, beter bekend onder zijn spelersnaam Ado. Hij is het meest bekend voor het missen van een strafschop in de finale van het Campeonato Brasileiro Série A 1985 tegen Coritiba, waardoor zijn club Bangu de titel misliep. 

## Biografie
Hij begon zijn carrière bij kleinere clubs uit de staat Rio de Janeiro vooraleer hij in 1983 de overstap maakte naar Bangu, de zesde club van Rio die in deze periode een heropleving had. Reeds in het eerste seizoen was de club over twee toernooien gezien de beste club van het Campeonato Carioca, maar in de eindronde met drie clubs kon de club de titel echter niet veroveren. In 1984 won hij met zijn team de Presidents Cup in Zuid-Korea. Een jaar later slaagde Bangu er in om voor het eerst door te dringen tot in de finale om de landstitel. In de toen nog uitgebreide competitie had de club wel geluk met de loting en op weg naar de finale waren Vasco da Gama en Internacional de enige topclubs die Bangu opzij gezet had. Na een 1-1 gelijkspel en verlengingen tegen Coritiba volgden er strafschoppen, waarbij niemand miste en het 5-5 stond. De reeks ging verder en Ado miste zijn strafschop, terwijl Gomes wel raak trof voor Coritiba en zo de titel binnen rijfde. Ado schaamde zich diep en wilde eerst niet bij Bangu blijven, maar speelde er toch tot 1987 alvorens naar het Portuguese Espinho te gaan, waar hij zeven jaar speelde, afwisselend in de eerste en tweede divisie. Hierna speelde hij nog voor verscheidene clubs. 